# Aguacatales
Aguacatales är en ort i Mexiko.   Den ligger i kommunen El Porvenir och delstaten Chiapas, i den sydöstra delen av landet, 900 km sydost om huvudstaden Mexico City. Aguacatales ligger 1 934 meter över havet och antalet invånare är 236.
Terrängen runt Aguacatales är bergig norrut, men söderut är den kuperad. Runt Aguacatales är det ganska tätbefolkat, med 78 invånare per kvadratkilometer. Närmaste större samhälle är El Porvenir de Velasco Suárez, 4,5 km norr om Aguacatales. Omgivningarna runt Aguacatales är en mosaik av jordbruksmark och naturlig växtlighet.